# Хенфштедт
Хенфштедт (нем. Henfstädt) — община в Германии, в земле Тюрингия. 
Входит в состав района Хильдбургхаузен. Подчиняется управлению Фельдштайн.  Население составляет 357 человек (на 31 декабря 2010 года). Занимает площадь 8,10 км².